# Fotos dos Mamonas Assassinas mortos

Capa do jornal Notícias Populares (NP) cuja edição trazia fotos dos corpos mutilados dos integrantes da banda Mamonas Assassinas

As fotos dos Mamonas Assassinas mortos foram um conjunto de imagens publicadas pelo jornal Notícias Populares que mostravam os corpos mutilados das vítimas do acidente aéreo ocorrido em 2 de março de 1996, dentre elas os corpos dos integrantes do conjunto musical Mamonas Assassinas, então no auge de sua popularidade. Duas décadas depois do acidente, as imagens dos corpos carbonizados dos integrantes da banda ainda eram compartilhadas em páginas sensacionalistas. O registro fotográfico foi realizado por Fernando Cavalcanti, então o primeiro fotógrafo a chegar aos destroços e a fazer o registro fotográfico do local. A maioria das vítimas ficou irreconhecível e os bombeiros chegaram a resgatar partes dos corpos num raio de cem metros mata adentro. Fernando posteriormente chegou a refletir dizendo que a cobertura do acidente teria mesclado "jornalismo, entretenimento e morbidez". Acerca da publicação das fotos, Cavalcanti se isenta da responsabilidade, afirmando que a decisão de publicar "nunca foi de nenhum fotógrafo, porque nunca nos deixaram influir na decisão do que publicar". O Notícias Populares era dirigido à época pela jornalista Eliane de Fátima da Silva Souza.[carece de fontes?] Após a efetiva publicação das fotos, o jornal Notícias Populares bateu seu recorde de tiragem e chegou a publicar num segundo momento um pedido de desculpas ao seus leitores por não ter conseguido suprir a demanda.
| “                                      | Eu nunca me culpei por ter feito aquelas fotos e já mudei de opinião várias vezes a respeito da sua publicação. Hoje, vivendo o ocaso de uma profissão moribunda, tenho a certeza de que jornalismo e entretenimento são duas coisas completamente distintas, que devem ser separadas por uma grossa linha vermelha. E que aquelas fotos que fiz do acidente dos Mamonas, ao contrário de tantas outras fotos de mortos que encerram alguma denúncia relevante, pertencem ao outro lado dessa linha. | ” |
| — Fernando Cavalcanti, autor das fotos | |   |

O mesmo jornal Notícias Populares faria ainda reportagens sensacionalistas como "Dinho morreu no banheiro do avião" e "Fã de Mamonas acha um braço na Cantareira", na qual consta que o membro foi trazido para a redação de ônibus. O braço foi reconhecido como o de Dinho, e enterrado junto com o corpo dele. Ainda no contexto da publicação das fotos dos corpos e do episódio do braço trazido à redação do jornal, o colunista Ricardo Feltrin relata que "quando o avião do Mamonas caiu, uns dois dias depois um sujeito levou um braço num saco na redação da Folha da Tarde. 'Olha o que achei!'. A gente colocou o cara pra fora aos chutes. Ele subiu três andares e foi no Notícias Populares, que deu a foto do braço na capa".[carece de fontes?]